# Abraham Núñez Narváez
Abraham Núñez Narváez (Santa Cruz de Lorica, 1930-Medellín, 28 de enero de 2021) fue un clarinetista y compositor colombiano de música tropical, reconocido por haber compuesto la canción «El pregón verde» con ritmo de La Casa de Yagua de Celina y Reutilio, utilizada como himno de la hinchada del club profesional de fútbol Atlético Nacional.

## Biografía
Núñez nació en el municipio de Santa Cruz de Lorica, Córdoba. Desde su juventud empezó a interesarse por la música y la composición, fundado en 1964 la orquesta Los Caciques del Sinú. En 1977 creó la primera orquesta familiar del país con sus siete hijos, conocida como el Super Combo Los Núñez. En 1983 compuso con su orquesta la canción «El pregón verde», la cual se convirtió en el himno no oficial del club profesional de fútbol colombiano Atlético Nacional. Otra de sus agrupaciones más reconocidas fue Los Corraleros de Majagual.

### Fallecimiento
El artista falleció en la ciudad de Medellín el 28 de enero de 2021. En sus redes sociales, el mencionado club anunció la noticia: «Atlético Nacional lamenta profundamente el fallecimiento de Abraham Núñez Narváez, compositor del Pregón Verde, pieza musical que ha trascendido varias generaciones de hinchas verdolagas. Paz en su tumba».